# 身代わり伯爵シリーズ
『身代わり伯爵シリーズ』（みがわりはくしゃくシリーズ）は、清家未森による日本のライトノベル。イラスト担当はねぎしきょうこが担当。角川ビーンズ文庫（角川書店）より2007年3月から2017年5月まで刊行された。第4回角川ビーンズ小説大賞読者賞受賞作。2013年7月時点で累計部数は150万部を突破している。
メディアミックスとして、柴田五十鈴によるコミカライズ版が月刊Asukaにて連載された（当初はビーンズエースでの連載だったが休刊に伴い、2010年2月号より月刊Asukaでの連載が開始された）。2012年4月号で本編の連載は終了したが、同年12月号より『身代わり伯爵と秘密の日記』というタイトルに変更して短編の連載として再開された。また、マリン・エンタテインメントより、ドラマCD化もされている。
パン屋の跡継ぎを目指していた元気な庶民育ちの少女・ミレーユが、双子の兄・フレッドの身代わりとして伯爵になりすまし繰り広げる王宮ファンタジー。

## 登場人物
キャストはドラマCD版のもの。

### 主要人物
ミレーユ
声：遠藤綾
本作の主人公。16歳（1巻時点）。元気で優しい家族思いの少女。喧嘩の強さは母親譲り、別名「鉄拳女王」。実家のあるシジスモン5番街区の11代目番長として、他の町の男の子を相手に喧嘩しては連戦連勝だった。金茶の髪に青灰色の瞳で、貧乳を気にしている。16年以上も彼氏がなく、恋愛には初心かつ純情。雪像作りが得意。
実家がパン屋「オールセン」でありながら、パン作りの才能はない。自身の作るものに対して味オンチで、自作パンは殺人兵器。そのため、店を繁盛させるための新商品を開発しては散々な結果に終わる。本人に自覚はないがお菓子作りはそれなりに上手い。
心根が真っ直ぐで正義感の強い、男前な性格。そのため信奉者はそれなりにいるが、女性として見られることは少ない。落ち込むと部屋に引きこもりがちになるが、その後は周囲の予想を遙かに超える勢いで立ち直る。しかし天然な性格でもあるので、その方向性は明後日の方を向いていることが多い。当初は無自覚に男心を煽る言動を取って、リヒャルトをたびたび動揺させていたが、花嫁修業編では、アリスからもらった『新婚虎の巻』なる本に書いてある新妻の言動を意識的に実行するようになり、リヒャルトの理性を更に危険にさらす。
幼い頃に母が語った嘘をずっと信じていた。失踪した兄の身代わりとして無理やりアルテマリスのベルンハルト公爵家に連れてこられた際に、父がアルテマリス貴族であり存命、貴族の養子になったと聞かされていた兄は父の元にいたことを知る。兄の身代わりになるならと、思い切り良く髪を切り、金に染めるようになった。フレッドとしてセシリアと対面した際、ポロリと本音を漏らしただけとはいえ、兄がやっていたようにセシリアを暴れさせたり、貴族達の嫌味に「フレッドならこうやりそう」と思った対応で乗り切るなど、兄の言動を知るが故の一面も見せる。聖誕祭の日が誕生日であり、その日にリヒャルトから「月の涙」をプレゼントされた。
『身代わり伯爵の脱走』において、その存在がシアランに漏れたことが発覚、「シアランの大公との政略婚か、ジークの後宮に入るか」という二択を突きつけられ、赤薔薇の宮に閉じ込められた。その後、ジークとリヒャルトの会話を立ち聞きしたことでリヒャルトの素性を知り、単身シアラン公国へ去った彼に会いたい一心で、王位継承の証となる「月の涙」を返すことを口実にヴィルフリート達の協力を得てアルテマリスを脱出する計画を立てる。決行の際にセシリアから同じく王位継承の証となる「海のしずく」を預かり、中継地点であるコンフィールドでリヒャルトに追いついた。その夜「海のしずく」は渡せたが、肝心の「月の涙」は渡し損ねてしまう。そのためルーディとともにシアランへ向かうが、ルーディが馬車から離れたところを狙ったヒースにさらわれる。到着した屋敷からはアンジェリカの協力で脱出するも、川に落ちて溺れたところをシアラン騎士団第5師団に助けられたことで、リヒャルトの役に立つシアランの情報を得るため、素性を隠して記憶喪失の少年・ミシェルと名乗り、見習い騎士として潜入。アルテマリスにいた頃から、優しく落ち着いていて喧嘩も強いリヒャルトのことが無自覚に好きだったが、陰謀に巻き込まれていく中で、リヒャルトを守りたい、ひとりにしたくないという気持ちが強まり、恋心を自覚していく。
その後、リヒャルトと想いが通じ合ったかのように思われたが、大公になる彼のためにと自ら身を引くことにする。それでも陰ながら彼の手助けをしたいと宮殿へ潜入したが、ウォルター伯爵の謀に嵌り、オズワルドの術によって記憶を消されてしまう。しかし、無意識下では本来の気持ちや目的を忘れていなかったため、意識に反して食事を拒否したり武器を隠し持ったりと自衛に努めた。オズワルドとの挙式に合わせてリヒャルト一派が宮殿に乗り込んできた際に自ら記憶を取り戻したが、リヒャルトのことになると周りが見えなくなり彼に迷惑をかけてしまう自分は傍にいるべきではないと思い、助けに来たリヒャルトを拒絶する。しかしリヒャルトの真剣な想いに触れて、自身も本当の想いを告白し、晴れて恋人となった。
実はオズワルドが施した術は解けきっていないらしく、『身代わり伯爵の花嫁修業』3巻目でオズワルドが拘留された牢に迷い込んだ際、術に使われたのと同じ香りで操られかけている。その後の『身代わり伯爵の結婚行進曲』4巻目でも、誘拐された船の中で同じ術を使われ、記憶を奪われそうになる。
事件終息後、大公位に就いたリヒャルトと改めて気持ちを確かめ合い、婚約。お妃修行に追われながらも、さまざまな出来事を通してリヒャルトとより強い絆で結ばれていく。最近は、少しでもリヒャルトの疲れを癒そうと薬草作りに凝っている。
『身代わり伯爵の婚前旅行』では、ジークとリディエンヌの結婚式にシアラン大公妃として出席するためアルテマリスに帰ってくるが、道中も帰還後も事件に巻き込まれ、大忙し。アルテマリスでのイベントを終えた後、故郷であるリゼランドの女王から直々に招待を受け、リゼランドで女王率いる劇団の女優たちと交流するが、「弟」を名乗る少年の登場で、父まで巻き込んだトラブルに巻き込まれる。
シアランへ帰国後は結婚式を控え、大忙しの日々だが、フィデリオを大公位に就けようとする狂信派により知り合ったばかりのダラステア皇帝と共に誘拐され、リヒャルト宛に「好きな人が出来たからあなたと結婚できません。駆け落ちします」という内容の手紙を書かされる。その手紙はシアラン内の共犯者の手で新聞社へ送られたため、市井で噂になってしまった。
フレッド
声：岸尾だいすけ
ミレーユの双子の兄であり、現在はベルンハルト伯爵フレデリック・リヒトクライスと名乗る。アルテマリス国王の甥であるため、王族のみが持つことの出来る薔薇の称号「白薔薇」を父から継いでいる。王女セシリアの騎士団長。彼もミレーユと同じ髪と瞳の色だが、父親と同じ金色に髪を染めている。
6歳の時に、死んだと思っていた父の素性を知り、母との復縁を望む父に協力する為、公爵家の養子となる。公爵領がリゼランドとの国境付近にあるため、リゼランド貴族の令嬢との繋がりも持つ。リヒャルトとは貴族の寄宿学校で知り合い、それ以来大の親友。いつか家族全員でアルテマリスで暮らすという願いのため、貴族らしいやり方を身につけ、伯父である国王に忠誠を誓っている。
私的親衛隊が多数存在するほどの美形で人気者。中でも一番大きな『白薔薇乙女の会』は人々が逃げるほどの熱狂振り。性格はミレーユとは正反対で腹黒、ナルシスト、妹至上主義。基本的に楽天家だが、切れ者で冷酷な面も垣間見せている。自身の周辺の女性を好きな者順にランク付けしている。ミレーユに対しては常日頃から暇を見つけてはベタベタと張り付いている。
珍品収集と妹の観察が趣味で、妹の観察日記（妄想日記）を挿絵つきで付けている。が、絵心は皆無。人をからかうのが好きで、いつも陽気であっけらかんとしているが、実は理性的で効率的、利用できるものは何でも利用する質である。洞察力にも優れ、セシリアをからかって暴れさせることで必要な鬱憤晴らしをさせている。着ぐるみ好きで、ヴィルフリートの好敵手的存在。賭け事が好きなうえに強いので、よく持ち出す。
リヒャルトやセシリアの素性を知らされており、王命を受けてシアランへ潜入し情報収集してきたり、「月の涙」を取り戻してくるなど、いずれシアランへ戻ることになる親友を影から手助けしていた。しかし、リヒャルトには危険なシアランで大公となる道よりも、安全なアルテマリスで自分やセシリアの傍で生きていく方を選んで欲しいとも思っていたため、「リヒャルトに妹と同等かそれ以上に大事な存在ができたら、シアランへ帰るのは諦めてずっとアルテマリスで暮らす」という賭けを持ち出した。そして「絶対に勝つ賭け」の最終兵器として何も知らないミレーユを投入し、彼女を自分の身代わりにするという口実で2人を引き合わせる。
それでもシアランへ戻ってしまったリヒャルトと無意識ながらも彼に思いを寄せ始めたミレーユの関係には、「大切な妹を大公妃にするわけにはいかない」という思いから複雑な心境だったが、それでもシアラン大公との縁談が持ち上がったミレーユの身代わりとしてシアランに出向き、嫌がらせで変人の公爵令嬢として振舞いつつ、アルテマリスとリヒャルトのために様々な工作を行った。オズワルドとミレーユの挙式の日にはリヒャルトと共に宮殿に乗り込み、親友を掩護した。事件終息後は妹を見守るためにシアランに留まり、日々を謳歌している。ジークとリディエンヌの結婚式の後はアルテマリスの居城に戻ったがミレーユ誘拐事件をリヒャルトから知らされ、身代わりとしてシアランを訪れることに。
セシリアが自分に好意を向けていることは知っているが、彼女がもう少し大人になるまでは見守っていようと思っている。と言いつつ、今さら他の男に持って行かれるのも気に入らない様子を見せている。
リヒャルト・ラドフォード
声：中村悠一
フレッドの親友で、ミレーユを迎えに来た護衛役の騎士。19歳（1巻時点）。茶色の髪に鳶色の瞳の青年。真面目で有能、剣の腕も立つが天然で、苦労性。ミレーユの前ではヘタレ気味。常に物腰が穏やかだが、内に激しいものを秘めている。フレッドの副官でもあり、セシリアに説教が出来る唯一の存在。美青年で女性にとてもモテるが、ことごとく袖にしている。何でもおいしいと言える味音痴だが、ミレーユのパンを食べてふしぎな味という感想をこぼし、初めておいしい以外の味を知った。酒に弱く、酔うと詩人になり誰彼かまわず口説いてしまう癖がある。宴の席では花の香りがする酔い止めが手放せない。ミレーユにとっては酔った彼はほぼ平常通りのようで、未だ彼女には酒癖について気付かれていない。
フレッドから度々存在を聞いていたミレーユに興味を持っていて、フレッドの策でミレーユを巻き込むことになった際に彼女がフレッドの身代わりを無事に務められるよう、護衛役を命じられた。交流を重ねるうちに、純情可憐で人を見た目や地位で見ない彼女に無自覚な恋心を抱くようになる。後に自覚し、聖誕祭でミレーユに耳飾り「月の涙」を贈った。
その正体は、政変の際に国を追われたシアラン公国元王太子エセルバート。マリルーシャ（=セシリア）は同母妹で、母は現アルテマリス国王の姉・クラウディーネであり、フレッドやミレーユとは従兄妹関係にある。6人いる男兄弟の上から4番目だが、正妃の長男であるため王太子となった。
襲撃事件以来生死不明となっていたが、アルテマリスに逃げ延びており、現シアラン大公の策略によりサラ・ウォルター殺害容疑をかけられている為、素性を隠してアルテマリスに匿われていた。なお、身元引受人（名目上は祖父）は、祖父の友人だったトーマス・ラドフォード男爵である。男爵家は古くからの貴族達には「元商人の成り上がり」と侮蔑され、あからさまな皮肉なども言われてきた。自分と前後してシアランを出奔し、一度は死亡の情報すらあったマリルーシャのことと、いずれシアランに帰って大公の座に就くという使命だけを強く意識していたので、アルテマリスに留まらせるために大切な物を作らせようと画策したフレッドによって、リディエンヌの殺害未遂事件を機にミレーユに引き合わされた。
もともと、アルテマリスの姫と結婚し、アルテマリスの後見を受けた上でシアランへ帰還する予定だった。しかし、シアランに存在が知られてしまったミレーユと現大公との間に縁談が持ち上がったため、ミレーユがアルテマリスの政略の駒にされないよう彼女との縁談を断って、現大公家から本来の権力を取り戻すべく、ミレーユには何も告げずに単身アルテマリスを出立し故郷シアランへ向かった。しかし道中立ち寄ったコンフィールドにて占いの結果を理由にシルフレイアに引き止められていたため、ルーディと共に追いかけてきたミレーユと顔を合わせた。その際、今生の別れを決意していたミレーユとの思いもよらない再会に我を忘れて彼女を抱きしめており、ルーディに相当盛り上がっている等とあらぬ心配をかけている。その後ミレーユからセシリアが引き継いでいたはずの「海のしずく」を受け取り、早朝シアランへ向かった。
ふたたびシアランで予想外に再会したミレーユの危機を幾度となく救う一方、「貴族の生活は合わない」とぼやいたことがあるミレーユを、自分と一緒にいると巻き込まれるであろう危険や陰謀から遠ざけるために冷たく拒絶し、安全なアルテマリスに帰そうとし続けた。しかし、自分のためなら危険も厭わなかったり、ひたむきな想いをぶつけてきたりする姿に、ミレーユへの気持ちは抑えられないと認め、出会った頃のように自分の手で彼女を守ろうと決心した。その後、彼女や騎士団たち味方の協力の下でオズワルドを失脚させ、大公の座に就き、ミレーユに正式に求婚した。なお、ミレーユが絡むと人が変わるため、シアラン脱出前の幼い彼を知る者の中には2人の関係に危機感を覚える者もいる。
アルテマリスにいた頃からミレーユに手ずからお菓子を食べさせるのが好きで、ミレーユに対する独占欲も見せていた。しかし恋人になってからは、それ以上に、いつでもどこでもミレーユへの気持ちや彼女を愛でることを自重しなくなったため、ミレーユや周りを困惑させている。
ミレーユの母・ジュリアには毎度名前を間違えられ（おそらく故意に）、ミレーユの父・エドゥアルトにはミレーユとの関係に何だかんだと口を挟まれているが、双方とも関係は良好である。
第7代大公として、アルテマリスと盟約の儀式を行うため、そしてジークとリディエンヌの結婚式に出席するためアルテマリスに戻るが、往路では賊に襲われ、アルテマリス到着後は儀式に使う宝剣に嵌める宝石を紛失し（これはのちに隣国・シュヴァイツの名代の仕業と発覚）、儀式まで間がないというのに危機に陥る。無事にその問題を乗り切った後、ミレーユがリゼランド女王の招待を受けたことでリゼランドへ移動、従兄であるフィデリオを正式に叙勲し、彼の義妹の発言からフィデリオの母が亡命後に再婚したベルリッジ卿の周囲に不穏なものを感じ取り、調査させている。
そのフィデリオを大公に就けようとする一派によってミレーユが誘拐された後は政務の合間に彼女を捜索するための会議を開き、次第にやつれていくが、市井に回る「大公妃駆け落ち」の噂には長く気づかずにいた。しかしその噂がひどくなってから届いた、新聞に掲載された手紙そのものを見て、彼女との間で開発した簡単な「暗号遊び」を元にした暗号を使っていることを知り、暗号を読み解いて捜索区域を絞り込む。

### アルテマリス王族
エドゥアルト
声：子安武人
ベルンハルト公爵で、ミレーユらの父。現国王の異母弟で先王の第二王子だが、現在は王位継承権を放棄している。本当の身分を隠し、“シアランの商人のエドワード・ソールフィーズ”としてミレーユらの母・ジュリアと交際していた。しかし、息子の地位を確立させるための政略結婚を目論んでいた母にジュリアを殺すと脅され、ジュリアが身ごもっていることを知らずに素性を明かして別れる。その母はリゼランド貴族であるモントルイユ一族の出身であるため、ミレーユやフレッドはアルテマリスよりリゼランドの血が濃い。
数年後、政略結婚した妻を亡くしたことを機にジュリアに会いに行ったところ、子供達の存在を知ってジュリアに復縁を申し出るが断られ、ジュリアの父とフレッドの協力によりフレッドのみ引き取る。
涙もろく、マゾっ気がある。育った境遇が原因で人の悪意に敏感かつ緊張するとすぐ体調を崩すが、学問好きで温厚。ジュリアにはさんざん泣かされているがそれでも好きで、ジュリアに似た部分を持つ娘を溺愛し、甥のリヒャルトを目の敵にしている反面、シアランに戻った彼のことを心配し、二人が望むなら、立場を捨てても逃がしてあげたいとまで考えている。ミレーユと婚約したリヒャルトに対し、愛娘を奪われる父親の私情を挟みまくって「結婚するまで手を出さない」と約束させた。
ジークヴァルト
声：森川智之
通称ジーク。初対面のミレーユに、フレッドの恋人で第一王子の騎士と名乗った美青年。その正体は第一王子本人であり、「紅薔薇」の称号を持つアルテマリスの王太子・アルフレート殿下（アルフレートは、アルテマリスの王と王太子が代々名乗る名前の1つ）。緑の瞳に金髪、異名は「アルテマリスの黄金の薔薇」。フレッドやリヒャルトと、国王に内緒で悪巧みをしていることがある。
婚約者（リディエンヌ）とは熱々でありながら、ミレーユのことも気に入り、リディエンヌのためにミレーユを第二夫人にしようと画策している。
リディエンヌ・ミシェルローズ・ド・ユベール
声：千葉紗子
フレッドとの駆け落ち疑惑をかけられた、ジークの婚約者。菫色の瞳に白金の髪、異名は「雪の妖精」で、ミレーユと同国出身の貴族ユベール侯爵の娘。王太子妃の座を巡る陰謀により命を狙われる。
リゼランド女王率いる劇団の人気女優の1人で、「女王のように多くの女性を惹きつける魅力と、女性たちを平等に扱う度量を持つ」男性が理想。そのため、後宮のハーレム化を計画している。
ジークとはもともと政略結婚の婚約者だった（それもジークの一目惚れ）が、ある一件から現在は熱々の仲。しかし、初対面から気に入ったミレーユを彼よりも優先したがる。ジークのハーレム構想は彼女の願望でもある。フレッドとは大親友の間柄。
ヴィルフリート
声：柿原徹也
通称ヴィル。「青薔薇」の称号を持つアルテマリスの第二王子。兄と同じく金髪と緑の瞳の美少年。珍品を集めるのが趣味で、その点に関するフレッドのライバル。着ぐるみ収集もその一つで、熊の着ぐるみを着ていることが多い。女性に対しては紳士的。可愛いものが好きで、可愛いものを見たり、不意にミレーユの姿を見た時など、時折鼻血を吹く。入れ替わり中のミレーユに暴言を吐きまくるが、ミレーユの手作りパンを素晴らしいと誉めたことで彼女からは好印象を持たれていた。
ミレーユ扮するフレッドに違和感を持って以来、そのことが気になっていた。ミレーユとフレッドの入れ替わりを知ってからはミレーユへの恋心を自覚し、セシリアに相談にのって貰ったりしているが、ミレーユの意思を優先した結果、度々恋敵であるリヒャルトへ塩を送るような行動を取っている。
シアランへ向かったミレーユを追うフレッドがミレーユになりすました為、フレッドになりすますことに。それがバレたことで、反省文2千枚と謹慎（監禁）という罰が下っている（『身代わり伯爵の婚前旅行』3巻目の時点で解けている）。
セシリア
声：中原麻衣
「白百合」の称号を持つアルテマリスの王女。初登場時14歳。波打つ赤毛に琥珀色の瞳。国王の末娘であるが、母である第二后妃の連れ子のためアルテマリスの王位継承権はない。
かなりのツンデレで、フレッドが好き。「20歳まで嫁の貰い手がなかったら責任を取る」というフレッドとの約束を大事にしている。爆発すると恐ろしい破壊力を発揮するが、普段は乙女日記を記したり、手芸を得意とする少女で、お付きの侍女からも慕われている。フレッドの情報を収集するため、偽名を使い、集会には腹心の侍女・ローズを自分の代わりに参加させてまで「白薔薇乙女の会」に加わっている。聖誕祭の時フレッドに手編みのショールを贈り、彼からは琥珀色の袖の飾り止めをもらった。
実は、政変で祖国を追われた前シアラン大公の末娘・マリルーシャであり、政変当時5歳だった。反大公派の襲撃から亡命した後に母方の親戚であるアルテマリス王家に保護され、身の安全を守る為に本当の素性を隠すこととなった。国王の第二后妃は、彼女を守るために作られた架空の存在である。リヒャルトが兄（エセルバート）だと気づいており、フレッドに対するものとは違った思慕を向けている。しかし、リヒャルトは普段彼女の騎士として振舞っており、複雑な思いを持っていた。また、幼い頃にシアランを出て以来顔を合わせていなかった異母姉エルミアーナと、「セシリア」として出会った際に「姉妹の誓い」を交わしている。そのエルミアーナがミレーユを「お義姉さま」と呼び始めたのに触発され、自分もそう呼び始める機会をうかがうが、素直な性格ではないため苦戦する。
シルフレイア・ユリエル・コンフィールド
声：佐藤利奈
コンフィールド公国の女公爵。初登場時点で18歳だが童顔で、年下のセシリアより幼く見える。亡くなった父がアルマテリス国王の実弟であるため、一国の国主でありながら、ヴィルフリートに次ぐ王位継承権を持つ。エセルバートのお妃候補の1人だったことがある。読書好き。愛読するのは怪奇現象関係で、特技は呪詛返し（5割増し）。ルーディの妹弟子で、占いはよく当たる。怪談話も大好き。シアランの政変の折に国主だった父を亡くしており、一時アルテマリス王宮に引き取られていた。
かつて政略結婚等から自身と国を守るためフレッドに求婚するも、断られている。襲爵と同盟の儀式のためアルテマリス入りし、ミレーユと知り合う。その儀式に必要な国宝を盗まれた際に協力し、助けてくれたカインのことが気になりはじめ、恋人になるも、今度はカインを巡ってネコ達と争う。その後、カインと婚約し、ジークらの結婚に合わせて結婚する。閨房学は上級編の終わりまで習得済み。

### 白百合騎士団
セオラス
声：三宅健太
ミレーユが言うところの「筋肉集団」の1人。騎士団の賄い担当で、ベルンハルト伯爵の入れ替わりを知る人物でもある。ミレーユが女だと知っていながらセクハラまがいのことをしたため、一時期下僕にさせられた。
カイン・ゼルフィード
声：近藤隆
騎士団の副長で子爵。アルテマリス王妃の兄を父に持つ侯爵家の三男。人を守護霊で判断し、肩や頭に黒猫を乗っけている変人。幽霊や怪奇現象が苦手なミレーユからは危険人物と認定されている。判別しやすいからと、本人の名ではなく「○○の宿主殿」と呼ぶ。夜型人間で占いや呪いについても知識を持ち、その点ではシルフレイアと話が合う。夜は目立つ銀髪を隠すため、黒い鬘をかぶっている。
かつて王太子の侍従を務めており、政変の後に一時アルテマリスへ身を寄せたシルフレイアと出会っていた。その後は大学に進学するも、王女セシリアの騎士団結成時に子爵に叙されたという。もともとからシルフレイアの婚約者候補だったらしい。コンフィールドの国主であるシルフレイアと婚約した後は、彼女とネコたちの間で板挟みに遭いながら、リヒャルトが去り、フレッドもシアランへ行ってしまった白百合騎士団をまとめ、セシリアの相手をしている。しかし結婚はコンフィールドに婿入りという形になるため、彼もいずれは騎士団を去ることになっているがセシリアが嫁入りするまでは残る心積もりでおり当分は通い婚を考えている模様。
ハミル
隊内でも有数の強面だが、小動物や草花を愛でるのが好きな心優しい騎士。その優しさから皆が食べようとしなかったミレーユの手作りビスケットを真っ先に毒見している。
ユーシス
端正な顔立ちに眼鏡をかけ、堅物な印象を持たせる常識派の騎士。だが、本人は貧乏貴族出身であるため、剣術だけが取り柄だと思っている。実際その剣技は大したもので、学生時代、剣術の成績は下から数えた方が早かったというフレッドが、よく護衛として連れまわす。フレッドよりは年長だが、自分を取り立ててくれたフレッドを敬愛している。

### リゼランド
ジュリア・オールセン
ミレーユとフレッドの母親。美人で、性格は勝気で活発。シジスモン5番街区の男性等から姉御と呼ばれ、慕われている。ノリが合うのか、騎士団の筋肉男ともすぐに仲良くなった。ジャム作りが趣味で、店には並べていないのだが、口コミでその評判が広まるほどの腕。エドゥアルトと出会ったのは10代の頃だが、初対面で彼にりんごを投げつけたという馴れ初めがある。
ダニエル・オールセン
ジュリアの父。「オールセン」のパン職人。若い頃に妻を亡くして以来、男手一つで娘を育て上げた。その妻はいわゆる富商の出だったが、身分を無視して家を飛び出し、彼に嫁いできたらしい。そのため、正式な結婚こそしていないものの、エドゥアルトとの間に子供をもうけた娘や、リヒャルトと結ばれ、下町育ちながら大公妃という立場に立とうとしている孫娘を見て、自分も含めて「身分違いの恋をする家系」なんだろうと評した。
ロイ
ミレーユの幼馴染の1人で、シアランでパン作りの修行をしてきた少年。幼い頃はミレーユに散々泣かされてきたが、パン屋「オールセン」の後継ぎを決めるイベントで完全勝利を収めた。ミレーユに対して好意を抱いているが、本人には嫌われている。
シャルロット・ド・グレンデル
リゼランド貴族グレンデル公爵の娘で、愛称シャロン。ミレーユらとは祖母同士が姉妹の間柄。ただし、その一族であるモントルイユ家は、エドゥアルトの母・デルフィーヌの言動ゆえにアルテマリスでは要注意対象とされる。リディエンヌとはリゼランド女王の宮廷劇団での姫役仲間でとても仲が良く、白金色の髪や顔立ちなど容姿も似ているため、同じ役をダブルキャストで演じたこともあるという。母親がサヴィアー出身で、父親からの迎えが来るまではサヴィアーの村娘として生まれ育ったため、何かあると人形を殴るくせがある。
ジークの元縁談相手。一度はリゼランド宮廷の要職にあったものの、ある不祥事から宮廷を追い出されたため、再び権力を手に入れようとする父親に利用されていると知りながらも、リゼランドへ行きたいという自分の夢を叶えてくれたことへの感謝として、一度は同郷出身で恋仲のイアンへの想いを封じて父を選んだ。その後、ミレーユ達の計らいで、女優になる夢を叶えるべく、また父親の暴走を止める為、絵の実力を認められたイアンと共にシアランへ旅立った。
シアラン編では、イアンのつてでシアランの劇団に加入、神殿の奉納劇を行う劇団員の1人になり、潜入していたミレーユと再会した。その後、イアンと結婚し、イアンに肖像画を依頼したリヒャルトの計らいで2人で宮殿を訪れる。その後も劇団の看板女優として市井で人気を博す。

### シアラン公国

#### 大公家関係者
アンドリュー・ウォルター
エセルバートの従兄弟で、彼を幼名「リヒト」で呼ぶ伯爵。黒髪に青白い容貌をした青年。大公ギルフォードに仕えているが、リヒャルトに協力する王太子派の一人。妹（サラ）が王太子妃となることを心待ちにしていた。しかし、死亡した彼女が王太子ではなくギルフォードを想っていたことを彼女の遺品である日記を読んで知り、歪んだ愛憎を抱いている。そのためリヒャルトの想い人であるミレーユにもひどく執着し、現在西大陸では禁じられている古代魔術を使ってサラの魂を呼び寄せ、その器にするために、ミレーユの身体を欲していた。
シアラン編終盤で捕縛され、現在は牢に繋がれているが、従兄弟であるフィデリオを利用してリヒャルトの失脚を狙っている模様。
サラ・ウォルター
アンドリューの妹。エセルバートより4歳年長。ジークとの縁談が持ち上がったが、襲撃事件でエセルバートを庇い命を落とす。子供の頃からギルフォードを想い、襲撃事件の前に違和感に気付き、その旨を真新しい日記の途中のページに書き残していた。ややお転婆な一面もあり、ミレーユのふとした仕草や表情が、彼女のそれに似ていたらしい。
キリル・メルキウス
ミレーユの幼馴染で、ヒースと同じ一座で旅をしていた、黒髪に鳶色の瞳のバイオリン弾きの少年。実はエセルバートの異母弟で、襲撃事件の時にサラやリヒャルトと共にいた。事件のトラウマで、暗所恐怖症である。また、他国に保護され、その庇護を受けることができた他の兄弟とは違って居場所を転々とせざるを得なかったためかややひねくれた性格で、ぶっきらぼうな物言いをすることが多い。思い込んだら一直線な部分もあり、フレッドは「天然系で乙女系で暴走系」「間違いなく大公家の血を引いてる」「つんつん具合が昔のリヒャルトにそっくり」と評した。
ミレーユにとっては家族以外で初めて誕生日を祝ってくれた人で、リゼランドにいた頃、地元の子供たちにいじめられていたところをミレーユに救われて以来、公子時代に作った求婚の曲を捧げたほど彼女に思いを寄せていたが、ミレーユと出会ったのがフレッドが養子に行った後であり、フレッドのことをほとんど知らなかったため、ひと騒動起こしたことがある。以来ずっとミレーユを男だと勘違いしていた。
シアラン神殿の奉納楽の際に、現在所属している楽団の一員として神殿へやってきて、偶然バイオリンを聴いたミレーユと再会する。その後、ミレーユをお披露目するため催された春の舞踏会の際、大公となった兄に「音楽家のキリル・メルキウスとして生きる」と決意を話し、受け入れられた。その後は宮廷楽団ではなく、貴族をパトロンに持つ楽団の一員として演奏旅行に出たりしている。
王宮にいた頃の音楽の教師だった、元宮廷楽団楽長が書いた組曲の楽譜の一部を受け取っており、彼を殺した現楽長から残りを奪い返すべく、あえてリヒャルトらの敵方にいたが、ミレーユの側近となる女官を決めるための令嬢たちの交流会の際にミレーユの身が危険にさらされることを知り、行動指針を変更する。なお、幼い頃受け取った楽譜のうち1枚は最終的にミレーユに渡されており、リゼランドの『オールセン』にあるが、その時点で暗譜していたという。
ギルフォード
系譜上では前大公の長子で、エセルバートの異母兄。こげ茶の髪に藍色の瞳。政変により大公の座を簒奪したとされていたが、実は18歳まで存在を知らされていなかった双子の兄に毒を盛られ、入れ替わられていた。実際は仮死状態だったため、生存に気づいた母によって埋葬された墓から助け出され、何年も逃げ延びていたところを、リヒャルトの帰還と前後してウォルター伯爵により発見され、神殿に保護される。
花嫁修業編1巻目において、マージョリーに加担し、結婚契約書（マージョリーが作らせた偽造品）の存在をミレーユに告げたが、この際ジェラルドにも聞かれており、ある事件のきっかけになってしまった。また花嫁修業編3巻目において、かつてサラに宛てて書いた手記を定期的に無記名で出版社に郵送している。発行された小冊子は、大公妃に禁断の恋をした青年の手記として公都で人気を博すが、書かれていた内容の大半が現在のミレーユにも該当したためもあり、様々な憶測が飛び交ってしまう。その後、本にまとめることになったため、代理人を立てて収益金をきちんともらい、それを国庫に納めることにした。また、宮廷の財政赤字を補填するために、彼の許可の下、ミレーユがシャロンやキリルの協力を得て計画し、歌劇の台本に作り直している。
オズワルド
ギルフォードの双子の兄。白髪に空色の瞳。前大公一族を虐殺した張本人。ギルフォードの名を騙り、シアラン大公の座に就く。その際、「大病の結果、髪の色素が抜け、瞳の色が薄れた」と周囲を騙したが、髪の色は自ら調合した薬の実験台になることもあったため、その副作用らしい。
双子は忌むべき存在だと母親が信じていたこと、その母が依頼した占いの結果が「先に生まれた子供は災いをもたらす」というものだったことなどから、その存在は前大公に伝えられず、手で触れた相手の心を読むという異能の力を持っていたため、幼い頃に神殿に預けられていた。しかし、12歳の時に狂信派に連れさられ、素性を吹き込まれたことで、大陸全土を手に入れるという願望を持ち、神殿で学んだ薬草や毒薬の知識を使って大公一族を毒殺した。
エルミアーナ
前大公の第3公女。16歳。ギルフォードの同母妹で、灰色がかった薄茶の髪に空色の瞳。政変時に殺されたり追放された兄弟達と違って唯一シアランに残った。ただし病弱なため、度々療養のため離宮に来ている。また、「家出」と称して宮殿を脱走することもあり、「失踪公女」などと噂される。愛猫に、政変の際幼くして死んだ弟の名をつけて可愛がっている。
恋愛小説にはまっているためか夢見がちで、恋に恋する一面も持ち、金髪の王子に憧れている。そのため、愛猫を探して離宮を彷徨い転びかけたところを支えてくれたミシェルを気に入り、王子様役に指名した。ミシェルが騎士団を離れてからは、離宮が親衛隊に放火された際救ってくれた副長のイゼルスに相手を変え、強引に世話を焼こうとしたり愛の詩集を読ませようとしたりと、暴走するようになった。
ミレーユの輿入れと入れ替わりにジークの元へ嫁ぐ計画になっており（実質「人質の交換」）、それを阻止するため独自の理論で動いていたが、オズワルドが捕らえられ、エセルバートが大公となった後も宮殿で暮らしており、フレッドを王子様役にして各種ごっこ遊びを繰り広げている。
ジークとリディエンヌの結婚式のための使節団の一員としてアルテマリスを訪れてからはミレーユを「お義姉さま」と呼ぶようになった。
マージョリー
リヒャルトの祖母に当たる大后殿下。シアランの隣国・ロデルラント王家の出身。穏やかな笑みが特徴の老婦人だが、かつての大公妃であるため腹黒い一面を持ち、侮れない。ミレーユの花嫁修業の一環として度々試験をする。夫であった第5代大公ハロルドは、その第8后妃だったアリスによるととてもモテる人物で、正妃である彼女を含めた8人の妃のほかに、親衛隊となった貴婦人達に囲まれていた。
リゼランド亡命中に女王率いる宮廷劇団の公演にはまり込み、女官達と共に「男装少女」に憧れている。そのため、自身付きの女官を使ってミレーユを度々自室に連れてこさせては様々な衣装で男装させ、ひとしきり愛でている。
アリス・カーター
リヒャルトの祖父の第8后妃。踊り子出身の色気に満ちた妖艶な美女で、夫との間に息子ジェラルドをもうけている。オズワルドの策で彼の正妃にされるが、母子ともに冷遇されていた。美容と健康維持のため、庭の隅に菜園を作り、度々自炊している。
現在はミレーユの閨房学の教師役で、同性でもくらくら来そうなほどの色気に憧れた彼女に、2人目の「恋愛の師匠」として慕われている。また、自分が使っている各種化粧品を分けているが、香水の一部は媚薬入りだったりして、ただでさえミレーユに煽られることの多いリヒャルトの理性を更に危うくさせる物である。
ジェラルド
アリスの息子。リヒャルトにとっては年下の伯父にあたる少年。リヒャルトが若い頃の父親の肖像に似ているため憧れており、母と結婚して自分の父親になって欲しいと思っていた。その夢が破れた後もリヒャルトに憧れ続けており、その点ではミレーユと同じ視点を持つ。
ある伯爵の配下が、幼い彼の領地に納められるはずの税金で伯爵が私腹を肥やしていたことが新大公にバレる前に隠蔽しようと手を打ち始めたところに、それを知らない彼からギルフォードとミレーユの結婚契約書の存在を告げられ、リヒャルトを脅すためにそれを利用しようとし、拒絶したために監禁されてしまったが、無事救出された。
フィデリオ・ベルリッジ
リヒャルトの同い年の従兄。マージョリーと共にリゼランドに亡命していた。リヒャルトとは声がそっくりだが、大人びて穏やかな印象のリヒャルトとは違い、さわやかでやんちゃな印象の青年。実はリヒャルトと好みも同じらしい。
リヒャルトの伯父に当たる父親は正妃の長男でありながら病弱で、長く生きられないと言われていたため、リヒャルトの父が王太子になった。父亡き後は母が塞ぎこみがちになったため、叔父にあたる大公一家に可愛がられて育ったらしい。
現在は調査等で動きやすいようシアラン騎士団第5師団に籍を置いており、騎士団の服装で男装したミレーユとリヒャルトが親しげに会話している現場を目撃して以来、リヒャルトがミレーユとミシェルのどちらを好きなのかと疑問に思っていることもあって、男装している時のミレーユによく絡んでくる。婚前旅行編4巻目でミシェルとミレーユが同一人物であると知らされ、驚いていた。そのミレーユに対して好意を自覚しており、複雑な感情を覚える。
現在行方知れずとされる大公妃の指輪「青い百合」を隠し持ち、同じく従兄弟関係にあるウォルター伯爵と共謀している。しかし、彼が青い百合を持ち込んだことがきっかけで母が精神的におかしくなったことから、彼の言動に裏があると気づいた。その後は彼を大公に据え、野望を叶えようとする狂信派を内偵していたが、二重間者であることがばれないよう複雑な立ち位置にいる。
リゼランドに亡命後母が再婚したため義妹が出来たが、彼女は女王の劇団にいる男役に憧れており、常に男装し一人称が「僕」であるため頭を抱えている。

#### シアラン騎士団第5師団
ミレーユがミシェルとして潜入した騎士団。オズワルドによって新設され、彼に従おうとしない一派やシアラン出身でない者が多く集められていた。副長のイゼルス以外、ミシェルが女であるとは最後の最後まで気づかなかった（『花嫁修業』以降も、大半の者はミシェルが大公妃ミレーユであることに全く気づいていない）。
現在は、大公となったリヒャルトによって、ミレーユたち一家が泊まっている館の警護やミレーユの護衛を命じられている。新設部隊であるがゆえに割と自由に動けるので、リヒャルトから個人的な任務を命じられたりしていたが、いずれは大公妃付きの騎士団に格上げされる。
ジャック・ヴィレンス
師団長で将軍。気さくで酒好き。ただし酔うと「世界征服しよう」などと言い出す。貴族の四男で、前シアラン大公の部下だった。焦げ茶の髪・黒瞳。甘さのある顔で、一見遊び好きな青年貴族。優秀で切れ者だが女を見る目がない。不自然な言動を見せるミシェルを間者ではないかと疑ってはいたが、女だとは見抜けなかった。部下達からは普段「若年寄」呼ばわりされたりするが、非常に慕われている。
父と兄も騎士団に所属している軍人だったが、大公（ギルフォードを騙ったオズワルド）には従えないと辞めている（後に兄は第1師団の副長に復帰）。彼が残ったのは、城を脱出する際のリヒャルトとの約束から、内部からの手引き役になろうと決めたから。そのためか、部下達のほとんどは腕っ節が強い。
またこの父親というのが、ジャック曰く「先の大公の近衛騎士団総師団長を務めた」「60も過ぎたというのに素手で熊と格闘する雷親父」の将軍で、「一線を退いたとはいえ軍事力の繋がりを数多く持って」おり、「似たような猛将が部下にわんさかいる」らしい。
最悪の場合、自分が大公側に「狩られる」ことになっても、王太子のための戦力として師団の面々を残す覚悟もしていたほど、王太子に深い忠誠を誓っている。なお、リヒャルトと再会して完全に大公から離反する際、「王太子帰還」の報を誰かから父に伝えさせ、父が持つ人脈から組織される兵も戦力とする計画だった。
リヒャルトが大公の座に就いてから、ミレーユとリヒャルトのいちゃいちゃ現場を目撃しては、その甘さに耐えられず、イゼルスから塩の小瓶を受け取っている（途中から、健康を考慮して激渋茶や薬草苦汁の粉末などが出されるようになった）。
イゼルス・ハワード
副長。薄い金髪に怜悧な灰色の瞳。常に冷静沈着で、上官であるジャックに対しても歯に衣着せぬ物言いをする。そのジャックとは士官学校からの腐れ縁（ジャックの2年後輩）。軍学校時代からジャックに引きずり回されてきたが、ジャックがシアランを脱出する王太子に忠誠を誓っているのを見て、彼についていくことを決めた。通称「笑わない氷の男」。リゼランド出身のためか、初見からミシェル（=ミレーユ）を女だと見抜いていた。
オズワルド派の人物を洗い出すべく、リヒャルトから調査を命じられ、シアラン出身でない自分自身を囮として使ったところ、ミレーユが騎士団のメンバーと一緒にいる時に敵が罠にかかったため、ミレーユを危険にさらしてしまう。それを悔いて除隊を願い出たが、リヒャルトにとっては数少ない味方の1人であるため、退けられた。
ロジオン
エセルバート（=リヒャルト）の乳兄弟にして元侍従である寡黙な青年。アンジェリカの兄。短い黒髪・長身。リヒャルトの命で第5師団に潜入し情報収集をしていたが、アンジェリカから伯爵家を脱出したミレーユの身柄を託される。最初は安全なところまで送り届けるつもりだったが、川に落ちて溺れたミレーユがアレックスに見つかってしまったため、以降騎士団の隠れ紅一点となったミレーユを陰から守っていた。
花嫁修業編でも騎士団に籍を置いたままであり、ミレーユの主な護衛役として、日々新たな武器を製作しては賊に備えている。不器用な一面もあり、ミレーユの秘密を守るために、時折暴走する。
アルテマリスにいた頃は王宮の薔薇園の管理人として身を潜めており、リヒャルトの酔い止め薬の材料になる花を育てていたらしい。
アレックス・ウォルター
第5師団所属の書記官で、川で溺れていたミレーユを救った、黒髪・青い瞳の青年。ロジオンの指導官。真面目で面倒見が良く、新参者のミシェルのことを気にかけている。女顔であることにコンプレックスを持っていて、ミシェルとは一方的に「女顔同盟」なる関係を結ぶ。コンプレックス以外のことでは冷静で、大抵は突っ込み兼まとめ役。ミシェルが女であると判明した際、ひどく落ち込んでいたが誰よりも早く復活した。
テオバルトと現在行方不明である第5公子は初等学校時代の同級生であり、学生時代は級長を何度も経験している。また、そのテオバルトとはミシェルを挟んで険悪な関係。ウォルター伯爵の遠縁。
ラウール・ブルック
第5師団所属の書記官。20代くらいの銀髪の青年。有能な部類に入るが、シアランの出身でないため冷遇されていた。筆頭書記官ではないものの、後輩をしごく鬼の教官。ジャックの指名でミシェルの指導官を務めることに。しかし、最後までミシェルが女だと気づかなかった。本気で怒ると無表情になる。
大公の親衛隊がエルミアーナ公女もろとも離宮を焼き払い、さらに第5師団全員が拘束されそうになったとき、新入りであるロジオンとミシェルの名前がない、古い名簿を持ち出すことで2人の存在を大公一派に隠した。
その後、婚約式を控えたミレーユの教師役に。この役目を踏み台として出世すると豪語しており、鬼教師と化す。
テオバルト
昔猫に襲われたことがトラウマとなり、極度の猫嫌いになった赤毛の青年。御曹司らしく20名程の力自慢・筋肉自慢な用心棒を引き連れている。外見は不良っぽいが、中身は割とまとも（ただしバカ）。猫を追い払ったミレーユを「アニキ」と敬愛、用心棒ともども「ミシェルの舎弟」を名乗る。隠れた特技はバイオリン。
ミシェルが女であると判明した後も、ミレーユを「アニキ」と呼び慕い、「男の服装のほうが似合う」などと言っている。また、用心棒ともども「ひでんか（妃殿下）」の意味を分かっていない節がある。
白百合騎士団の筋肉集団と遭遇した時には、筋肉自慢の用心棒たちとともに一時敵意をぶつけ合うも、ミレーユのパンに撃沈したという共通項もあって、わりとすぐに仲良くなった。

#### 令嬢たち
ミレーユが交流会で出逢った令嬢たち。大后殿下・マージョリー付きの女官によって厳しく試験され、合格者であり、ミレーユが望んだ彼女達が未来の上級女官として城に上がることに。
レルシンスカ・コーディリッド
メースフォード侯爵令嬢。元リヒャルトの花嫁候補の1人で、本命と目されていた女性。そのため、ミレーユよりはやや年長。愛称シーカ。本来栗色の髪だが、ミレーユに憧れて一時金色に染めていた。馬術や笛で馬を操る謎の術に長け、さらには鞭を使いこなし、大公妃よりも騎士を目指す。リヒャルトの幼馴染でもあり、幼い頃はリヒャルトの騎士になりたかったが、交流会でミレーユと接したことで、現在はミレーユの専属騎士になりたいらしい。
騎士にしてもらうべく直談判するため、交流会に参加している令嬢たちが生活している離宮にお忍びで泊まっていたリヒャルトの部屋に侵入する（その後、リヒャルトの命で部屋に閉じ込められたため、他の令嬢たちのように人質にはされずに済んだ）、ジークとリディエンヌの結婚式の際はシアランに残っていたが、ある理由から単独で使節団に合流するなど、名家の令嬢には不似合いなやや非常識な行動力を持つ。そのため、リヒャルトは彼女を苦手としている。
第2師団に所属する弟によると、彼女は「逆面食い」で、現在は侍従長であるルドヴィック（アンジェリカとロジオンの兄）に片思いし、熱烈アタック中。
ドルーシラ
アーネスト男爵令嬢。20歳以上の様子。父親は貿易業で名を上げた実業家。あっけらかんとした性格で、時には正論を吐く。オズワルドの人質として小広間に集められた際は、気丈な態度で積極的にミレーユに協力した。好きな言葉は「義理」、「人情」、「宝石」（あるいは「お金」「流行の服」）。その言葉に違わず、宝石類に詳しい。
クリスティン
ミラー子爵令嬢。唯一ミレーユと同年代。存在感が薄く、皆が彼女に気づかずに噂話を繰り広げたため影の情報通。ミレーユたちがオズワルド脱獄を狙う一派によって人質にされた際、「自分なら影が薄いから見張りに気づかれずに部屋を出られる」と自ら名乗りを上げて、イザベラと共に小広間を出、1人で警備を担当する第5師団に知らせに行った。
父親が大使として西部へ急遽赴くことになったため、同行し、見聞を広めてきてもらうことに。本人は「影の薄さを活かしきれていないので、修行してきます」と言ったらしい。
オルテンシア
サンドルセン伯爵令嬢。分厚い眼鏡をかけており、外すと何も見えないが、素顔は美人。オズワルド脱獄を狙う一派によって令嬢たちが人質にされた際は、1人で読書に熱中していたため事態を知らず、無事だった。
医者を志して独学で勉強しているが、父親に反対されていた。それを受けたミレーユたちは、彼女に女医になってもらうべく、東方へ留学してもらうことに。
イザベラ
クレーガー伯爵令嬢。元リヒャルトの花嫁候補の1人。刺繍が得意。リヒャルト帰還前にローラン男爵と結婚し、現在身ごもっているが、後宮入りを狙う父親によって強引に引き離された。夫と再会すべく、実家に出入りしていた宮廷貴族を頼るが、脅されてオズワルド脱獄を狙う一味にされる。しかし罪悪感から、人質にされた令嬢たちが集められた小広間の鍵を持ち出し、ミレーユたちと合流。一味についての情報を伝える。
事件終息後、ミレーユとリヒャルトが伯爵に会いに行き、女官として彼女を預かり、結婚祝いと懐妊祝いを贈る、と釘を刺した。

#### その他
ヒースクリフ・シャーウッド
愛称ヒース。サンジェルヴェにある劇場「銀のたてがみ座」の奇術師だった頃に、ミレーユと出会った。当時女性陣には「奇術バカ」などと言われていた、黒髪の美青年。ランスロットと名乗る義賊の一員である。瞳に催眠能力を宿していて、発動時は瞳が赤く光る。かつて「異能を使う盗賊がいる」という通報がきっかけでシアラン神殿に捕まり、それ以降はシアラン神殿の中級神官という肩書きも持つが、本職は義賊のほうで、神殿の関係者もそれを知っている。
ギルフォードが大公になってから、命を宿した「星」を奪われて神殿から出られない状態にある神官がほとんどの中で、数少ない自由に動くことが出来る神官。
ある仕事のためグリンヒルデに潜入し、街で引ったくりを追っていたミレーユと偶然再会。その後、ミレーユの頬を舐めたことでフレッドからはとても恨まれ、シアランで彼につかまってからは、手下のように扱われていた。
ルドヴィック
ソラリーヤ子爵位を持つ、リヒャルトの侍従長。ロジオンやアンジェリカの兄。乳兄弟であるためリヒャルトが幼い頃から知っており、彼のためならどんなことでもやってのける覚悟を持つ。寡黙で有能だが、頑固な一面があり、庶民育ちのミレーユが未来の大公妃となることに不満を持っている節がある。
何故か10歳以上年下のレルシンスカに好意を持たれ、現在アタックを受けては袖にしている。
アンジェリカ
ルドヴィックとロジオンの妹。次兄を「小兄様（ちいにいさま）」と呼ぶ。乳兄妹であるエセルバートを敬愛している。妄想好きで、男性同士の恋愛のネタを見つけては手帳に書き留める癖がある。フレッドがセシリアに贈った本には、彼女がペンネームを用いて書いた恋愛小説が多くあるらしく、その一部はヴィルフリートも読んでいる。また「若君大好き日記」（妄想日記）を付けているなど、フレッドとは似た者同士で、仲が良く彼に協力している。
『身代わり伯爵の告白』では刺客を瞬殺するなど（本人談）、ロジオンの妹としてそれなりの戦闘能力は持っているようである。花嫁修業編以降はミレーユ付きの女官として、その傍に控える。また、フレッドの部下であるユーシスを気に入り、彼の言動をやたらと美化しては上述の同性愛ネタとしたり、無事の帰還を願って手袋を毎日10組ずつ作っていたりとエルミアーナ並みの暴走を見せる。
メースフォード侯爵
オズワルドが治めていた頃からの王太子派の重要人物。娘の非常識な行動力には「次は何をしでかすか」と怯えている節がある。
ミレーユがジャックからの書簡でもたらした「王太子帰還」の知らせを、王宮内部の王太子派に広める。また、ジークとリディエンヌの結婚式の際は使節団のリーダーとしてアルテマリスに赴いた。

### その他の人物
ロドルフ
ベルンハルト公爵家の執事。娘のことで騒ぎ立てる主人を冷静に見つめる。
ルドルフ・ルディアス
声：皆川純子
通称ルーディ。自称魔女。女嫌いの青年で、普段から女装し女言葉でしゃべる。外見は巨乳でセクシーな美女だが、胸は着脱可能。年の事を口にすると怒る。シルフレイアの姉（兄）弟子であり、珍品売買をしているため、フレッドやヴィルフリートは重要な顧客である。なお、フレッドやミレーユが髪を染めるのに使っている怪しい染め粉も彼からの提供。
シアランから逃れてきたリヒャルトを最初に保護した人間で、リヒャルトを弟のように思っている。彼の事情をよく知り、悪い虫（女）がつかないように目を光らせている。また、彼が使っている酔い止めの薬を調合している。
フレッドに成りすましたヴィルフリートのお目付け役としてシアランに同行する。しかし、帰還後は独断で動いた罰として反省文千枚を書く羽目に。

## 用語・国名など

### 用語
白百合騎士団（しらゆりきしだん）
フレッドが団長を務める、セシリア王女の騎士団。セシリアとリヒャルトを守るために組織された。他の騎士団と比べると、なぜか筋肉男の比率が高い。暇を持て余した彼らが度々腹筋大会や腕立て伏せ大会などをやっており、サロンが汗臭い熱気に包まれていることも多い。また、白薔薇同好会との折り合いはあまり良くない。
赤薔薇騎士団（あかばらきしだん）
王太子アルフレート（ジーク）の騎士団。
青薔薇騎士団（あおばらきしだん）
ヴィルフリート王子の騎士団。
守護霊（しゅごれい）
カインのみが認識し、時には会話している相手。カイン曰く、「死んだ時点で人間としてではなく霊体としての名前を名乗る」らしい。ミレーユにはクリスティーヌ、シルフレイアにはマットがついている。このマットというのはシルフレイアの実父で先のコンフィールド国主・マテウスであった。
月の涙（つきのなみだ）
シアランの大公妃が受け継ぐ耳飾り。月光を反射して涙型の輝きを放つ。政変の際行方不明になっていた。アルテマリス国王の命を受けたフレッドが取り戻し、リヒャルト（エセルバート）が持っていて、追放された王太子であるという証明に必要とされていたが、リヒャルトが「いつか好きな人が出来たら、その人に贈りなさい」という亡き母の言葉を思い出したことで、聖誕祭の夜にミレーユに贈られる。
海のしずく（うみのしずく）
シアランの大公妃が受け継ぐ首飾り。リヒャルトとセシリアの生母がアルテマリスから嫁いだ際に贈られた物。政変の際に行方不明となっており、上級娼婦にマリルーシャを名乗らせた一味によってアルテマリスにもたらされる。その後、リヒャルトからセシリア（マリルーシャ）に渡されたが、シアランに帰るリヒャルトを追うと決めたミレーユに預けられ、現在はリヒャルトの元にある。
青い百合（あおいゆり）
シアランの大公妃が受け継ぐ指輪。現在はフィデリオが隠し持っている。
聖誕祭（せいたんさい）
アルテマリスの恋人達のイベント。10月の末日に定められた祝日。アルテマリスの始祖の伝説に基づき、女性は相手の髪と同じ色の毛糸で編んだショールを、男性は相手の瞳と同じ色のものをプレゼントする。贈り物を交換した後に口付けを交わすと、2人の愛が永遠に続くと言われている。
星（ほし）
シアラン神殿の神官たちが、門外不出の秘術によってその命を宿したもの。柔らかく弾力のある球体で、一つ一つ微妙に色が異なる。異能を持つ神官たちが犯罪を犯したりして、死をもってその罪を償わなければならない時に、これを壊す。
神殿の奥で管理されていたが、ギルフォードと入れ替わったオズワルドに奪われ、神官たちは神殿から動けなくなってしまった。その後フレッドたちの暗躍で偽物とすり替えられ、無事に取り戻した。

### 国名
リゼランド王国
ミレーユが住む国。開放的な女王が統治する国。首都サンジェルヴェは文化と芸術に秀でた街で、女王が率いる宮廷劇団もある。ミレーユの故郷・シジスモンは商人の町として名高い。象徴はスミレ。
アルテマリス王国
物語の中心となる国。首都はグリンヒルデ。西大陸最大の国で、リゼランドの北側に位置し、ベルンハルト公爵領は国境に近い。首都の一角にあるルーヴェルンはいわゆる「夜の街」で娼館が多く立ち並ぶ。
王の住まう城の名前はシャンデルフィール城。薔薇を国花とし、貴色は赤で象徴は鷲。
コンフィールド公国
森林が多く、おとぎの国とも呼ばれる国。アルテマリスの南、シアランとの間に位置する。アルテマリスと縁戚関係にある国で、前国主はアルテマリス現国王の弟であった。そのため現在の国主・シルフレイアはアルテマリスより公爵の地位も授かっている。貴色は緑。
シアラン公国
神殿があるなど、信心深い一面をもつ国。公都はサフィーニア。これは青い宝石の妖精の名に由来する。湖を囲むように宮殿がある。前大公の正妃はアルテマリス現国王の姉で、アルテマリスと姻戚関係にあったが、大公の死後に起きた跡目争いの騒乱で、その子らのほとんどは消息不明となる。
神殿の神官たちは何らかの異能を持つが、それを殺人等に利用しない誓いを立てている。ランスロット・アスリム時代の確執により、アルテマリスを蔑視する者達が存在する。女性が髪の毛を短くすることは禁忌とされている。パンなどの食文化の技術は大陸一。また、前大公妃が生前に陶芸を趣味としていたことで、陶器も有名になった。国花は百合。貴色は青で象徴は獅子。
サヴィアー
シャロンの故郷である、北部にある小国。守り神をかたどった人形を殴ると、自身についた悪運や災いを引き受けてくれるという信仰がある。この国の女性、サヴィアーナの美しさは「雪の妖精」と称賛され他国にも知れ渡るほどに有名。
ダラステア帝国
南大陸の軍事力豊かな国。前王の統治下ではシアランと軍事同盟を結んでおり、西大陸の諸国からシアランと並んで恐れられていた。現在はアルテマリス寄りに政策を変えたが、未だに地下ではシアランと強い繋がりがあり、武器の密輸を行っている。
シュヴァイツ公国
シアランと同様、8年前の政変で大公一家を殺された国。アルテマリスとは前大公家が姻戚関係にあった。現在は前大公家の遠縁にあたる家が大公家となっているが、現大公は身体が弱く、公女ユーディアと公子ラスリッドはそれぞれに問題があるため、未だに王太子が決まっていない。現大公はシアランのように前大公家の嫡子の誰かが生き残っていてくれればと願っている。国花は水仙。象徴はユニコーン。

## 既刊一覧

### 小説
- 清家未森（著）・ねぎしきょうこ（イラスト）、角川書店→KADOKAWA〈角川ビーンズ文庫〉、全27巻
アルテマリス編
  1. 『身代わり伯爵の冒険』2007年3月1日初版発行（2月28日発売[12]）、ISBN 978-4-04-452401-2
    - 『身代わり伯爵の冒険』（角川つばさ文庫）、2012年2月15日初版発行（2月13日発売[13]）、ISBN 978-4-04-631216-7

  2. 『身代わり伯爵の結婚』2007年8月1日初版発行（7月31日発売[14]）、ISBN 978-4-04-452402-9
    - 【改題】『身代わり伯爵の冒険II いばら姫と結婚します!?』（角川つばさ文庫）、2012年5月15日初版発行（5月11日発売[15]）、ISBN 978-4-04-631240-2

  3. 『身代わり伯爵の挑戦』2007年12月1日初版発行（11月30日発売[16]）、ISBN 978-4-04-452403-6
    - 【改題】『身代わり伯爵の冒険III 美形怪盗に挑戦!?』（角川つばさ文庫）、2012年9月15日初版発行（9月13日発売[17]）、ISBN 978-4-04-631263-1

  4. 『身代わり伯爵の決闘』2008年4月1日初版発行（3月29日発売[18]）、ISBN 978-4-04-452404-3

シアラン編
  1. 『身代わり伯爵の脱走』2008年7月1日初版発行（6月28日発売[19]）、ISBN 978-4-04-452405-0
  2. 『身代わり伯爵の潜入』2008年10月1日初版発行（9月30日発売[20]）、ISBN 978-4-04-452406-7
  3. 『身代わり伯爵の求婚』2009年2月1日初版発行（1月30日発売[21]）、ISBN 978-4-04-452407-4
  4. 『身代わり伯爵の失恋』2009年7月1日初版発行（6月30日発売[22]）、ISBN 978-4-04-452409-8
  5. 『身代わり伯爵の告白』2009年10月1日初版発行（9月30日発売[23]）、ISBN 978-4-04-452410-4
  6. 『身代わり伯爵の誓約』2010年2月1日初版発行（1月30日発売[24]）、ISBN 978-4-04-452411-1

花嫁修業編
  1. 『身代わり伯爵の花嫁修業I 消えた結婚契約書』2010年6月1日初版発行（5月29日発売[25]）、ISBN 978-4-04-452412-8
  2. 『身代わり伯爵の花嫁修業II 嵐を呼ぶ花嫁合宿』2010年10月1日初版発行（9月30日発売[26]）、ISBN 978-4-04-452413-5
  3. 『身代わり伯爵の花嫁修業III 禁断の恋の手記』2011年2月1日初版発行（1月29日発売[27]）、ISBN 978-4-04-452414-2

婚前旅行編
  1. 『身代わり伯爵の婚前旅行I すれ違いの蜜月』2011年9月1日初版発行（8月31日発売[28]）、ISBN 978-4-04-452416-6
  2. 『身代わり伯爵の婚前旅行II 狙われた花嫁』2012年2月1日初版発行（1月31日発売[29]）、ISBN 978-4-04-100156-1
  3. 『身代わり伯爵の婚前旅行III ひみつの誕生日大作戦』2012年10月1日初版発行（9月29日発売[30]）、ISBN 978-4-04-100508-8
  4. 『身代わり伯爵の婚前旅行IV 絡み合う恋の糸』2013年1月1日初版発行（2012年12月28日発売[31]）、ISBN 978-4-04-100682-5

結婚行進曲編
  1. 『身代わり伯爵の結婚行進曲I 麗しの乙女の花園』2013年7月1日初版発行（同日発売[32]）、ISBN 978-4-04-100946-8
  2. 『身代わり伯爵の結婚行進曲II 決意と別れの夜』2013年10月1日初版発行（同日発売[33]）、ISBN 978-4-04-101033-4
  3. 『身代わり伯爵の結婚行進曲III 再会と宣戦布告』2014年2月1日初版発行（同日発売[34]）、ISBN 978-4-04-101209-3
  4. 『身代わり伯爵の結婚行進曲IV 裏切りと婚約解消』2014年9月1日初版発行（同日発売[35]）、ISBN 978-4-04-101670-1
  5. 『身代わり伯爵の結婚行進曲V 光と歩む終幕（上）』2015年4月1日初版発行（同日発売[36]）、ISBN 978-4-04-101669-5
  6. 『身代わり伯爵の結婚行進曲VI 光と歩む終幕（下）』2015年11月1日初版発行（同日発売[37]）、ISBN 978-4-04-103206-0

短編集
  1. 『身代わり伯爵と伝説の勇者』2009年5月1日初版発行（4月28日発売[38]）、ISBN 978-4-04-452408-1
  2. 『身代わり伯爵といばら姫の憂鬱』2014年5月31日初版発行（6月1日発売[39]）、ISBN 978-4-04-101668-8

外伝集
  1. 『身代わり伯爵と白薔薇の王子様』2011年6月1日初版発行（5月31日発売[40]）、ISBN 978-4-04-452415-9
  2. 『身代わり伯爵と終幕の続き』2017年5月1日初版発行（同日発売[41]）、ISBN 978-4-04-105281-5

### 漫画
- 清家未森（原作）・ねぎしきょうこ（キャラクター原案）・柴田五十鈴（作画）、角川書店〈あすかコミックスDX〉、全7巻
  1. 『身代わり伯爵の冒険 1』2009年2月23日発売[42]、ISBN 978-4-04-854300-2
  2. 『身代わり伯爵の冒険 2』2009年12月19日発売[43]、ISBN 978-4-04-854410-8
  3. 『身代わり伯爵の冒険 3』2010年6月23日発売[44]、ISBN 978-4-04-854495-5
  4. 『身代わり伯爵の冒険 4』2010年12月22日発売[45]、ISBN 978-4-04-854571-6
  5. 『身代わり伯爵の冒険 5』2011年8月23日発売[46]、ISBN 978-4-04-854676-8
  6. 『身代わり伯爵の冒険 6』2012年3月22日発売[47]、ISBN 978-4-04-120148-0
  7. 『身代わり伯爵と秘密の日記』2013年9月21日発売[48]、ISBN 978-4-04-120859-5

## その他

### ドラマCD
- 身代わり伯爵の冒険 2008年9月25日 マリン・エンタテインメント MMCC-4164
- 身代わり伯爵の結婚 2009年4月22日 マリン・エンタテインメント MMCC-4184 Disc2枚組

誌上通販
- 身代わり伯爵と悪戯な媚薬 2009年1月 角川書店 The Beans VOL.11 応募
- 身代わり伯爵と秘密のデート 2010年1月 角川書店 The Beans VOL.13、身代わり伯爵の脱走 応募

### キャラクターソングアルバム
- 身代わり伯爵の危険な響宴 2009年8月26日 マリン・エンタテインメント MMCC-4188